# 16, rue de la Loi
Le 16, rue de la Loi (ou simplement « le 16 », ou la Rue de la Loi), à Bruxelles, est un bâtiment de style néoclassique qui abrite le cabinet et les services administratifs du Premier ministre de Belgique. C'est, depuis 1944, le siège officiel du gouvernement fédéral.
Les bureaux du Premier ministre, parfois appelés Chancellerie, ne doivent pas être confondus avec sa résidence appelée communément le « Lambermont », située au numéro 1 de la rue du même nom.
L'actuel occupant du 16, rue de la Loi est Bart De Wever, depuis le 3 février 2025.

## Style et époque

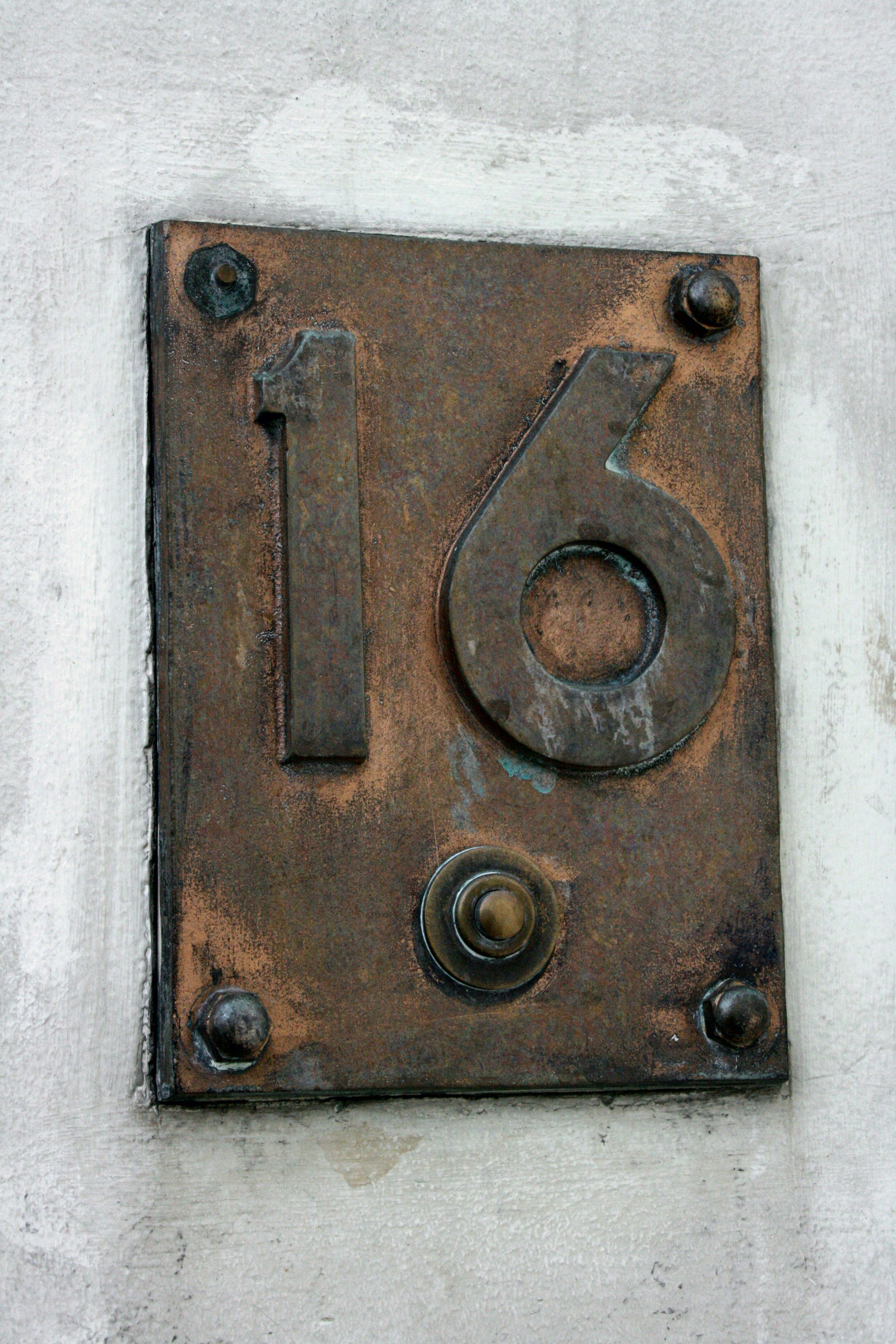
Sonnette du bâtiment.

Le bâtiment est situé dans le quartier de style néoclassique de la fin du XVIIIe siècle qui entoure le parc de Bruxelles. Il se trouve ainsi dans l'ancien quartier royal.

## Histoire

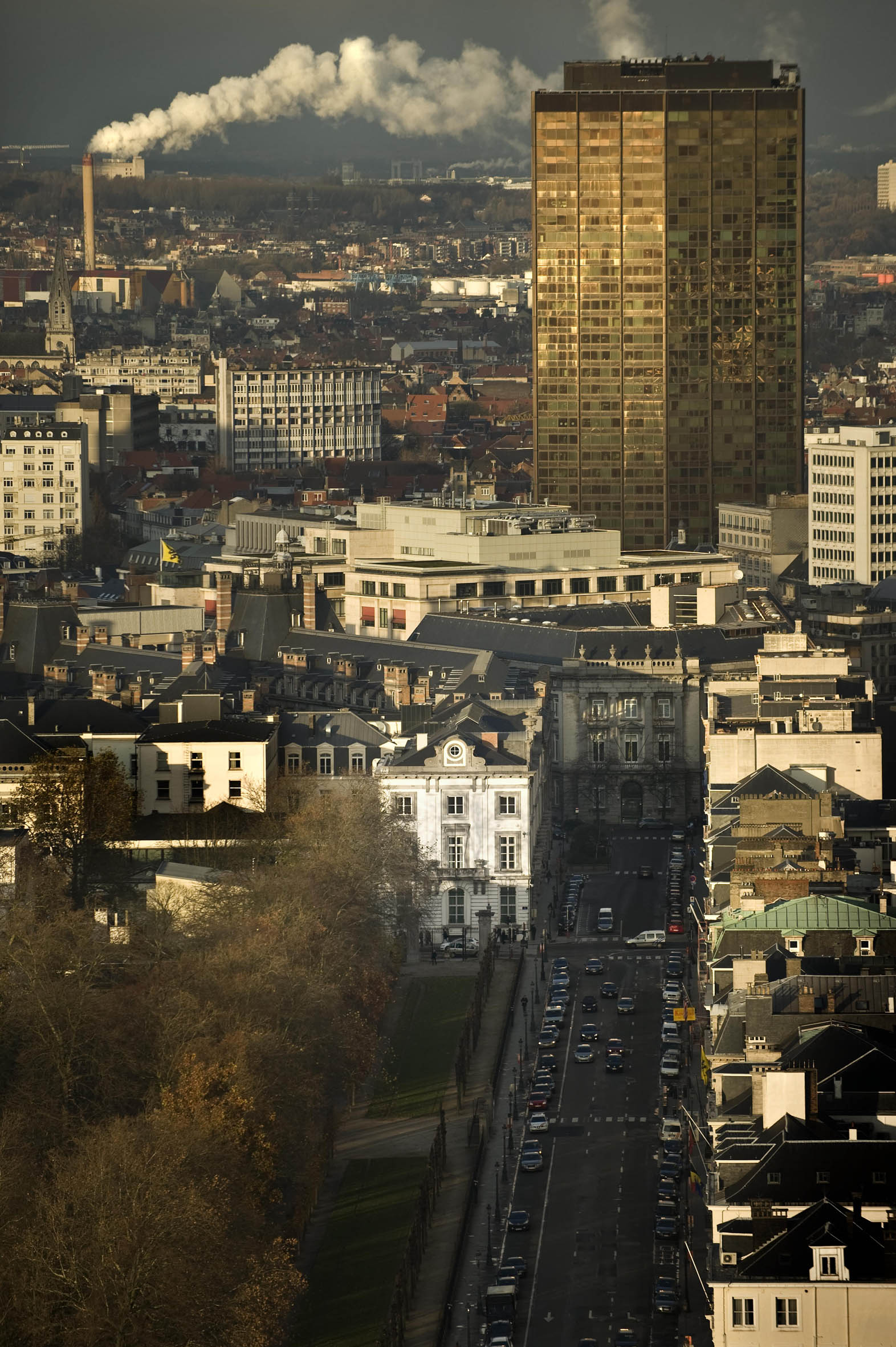
16, rue de la Loi (au premier plan - en bas à droite de l'image).

### Construction
Le bâtiment a été construit entre 1782 et 1784, par l'architecte Louis Montoyer.

### Des origines auxxiesiècle
Pendant le régime néerlandais (de 1815 à 1830), cet hôtel particulier abrite les services du ministère des Affaires étrangères du royaume uni des Pays-Bas. Il est racheté en 1830 par le prince Louis-Eugène de Ligne. 
En 1847, l’État belge se porte acquéreur du bâtiment, qui abrite à partir de ce moment-là différents ministères. En 1919 est créé le titre de Premier ministre. Le 18, rue de la Loi accueille les services et l'appartement privé du chef du gouvernement.
En 1944, le Premier ministre en fonction, Hubert Pierlot, juge le bâtiment « trop petit » pour accueillir des bureaux de cette importance et décide de s'installer dans le bâtiment d'en face. Depuis lors, le 16, rue de la Loi (ou simplement le « 16 ») est le siège officiel du gouvernement belge. Il abrite la Chancellerie du Premier ministre.

### Camping 16

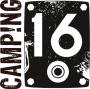
Logo de Camping 16.

Le 10 janvier 2011, un collectif de citoyens belges, exaspérés par la durée de la crise politique belge de 2010-2011, lance sur internet un appel à installer une tente virtuelle au 16, rue de la Loi, durant 100 jours au terme desquels, si les politiques ne parviennent pas à former un gouvernement, les citoyens exigeront « d'être remboursés ». Deux semaines plus tard, le site « Camping 16 » accueille déjà plus de 140 000 campeurs ; à partir de ce moment le rythme diminue et début avril, 80 jours après le lancement de l'opération, ils ne sont que quelque 21 000 de plus.